# Pont-d’Héry
Pont-d’Héry – miejscowość i gmina we Francji, w regionie Burgundia-Franche-Comté, w departamencie Jura.
Według danych na rok 1990 gminę zamieszkiwało 235 osób, a gęstość zaludnienia wynosiła 17 osób/km² (wśród 1786 gmin Franche-Comté Pont-d’Héry plasuje się na 512. miejscu pod względem liczby ludności, natomiast pod względem powierzchni na miejscu 258.).